# 梁文燕紀念中學（沙田）
梁文燕紀念中學（沙田）（英語：Helen Liang Memorial Secondary School (Shatin)），位於新界沙田，是香港一所官立中學，小學部創校於1961年，中學部創校於1977年，並於1988年遷至沙田現址，現址位於顯田街小丘上，俯臨顯田大圍，背靠筆架山地龍口。

## 歷史

### 1960年代前及創校背景

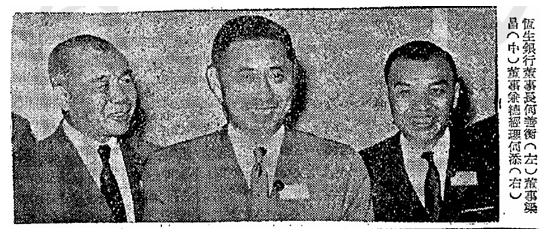
梁昌（中間）、何善衡（左邊）與何添（右邊），華僑日報1962年9月4日

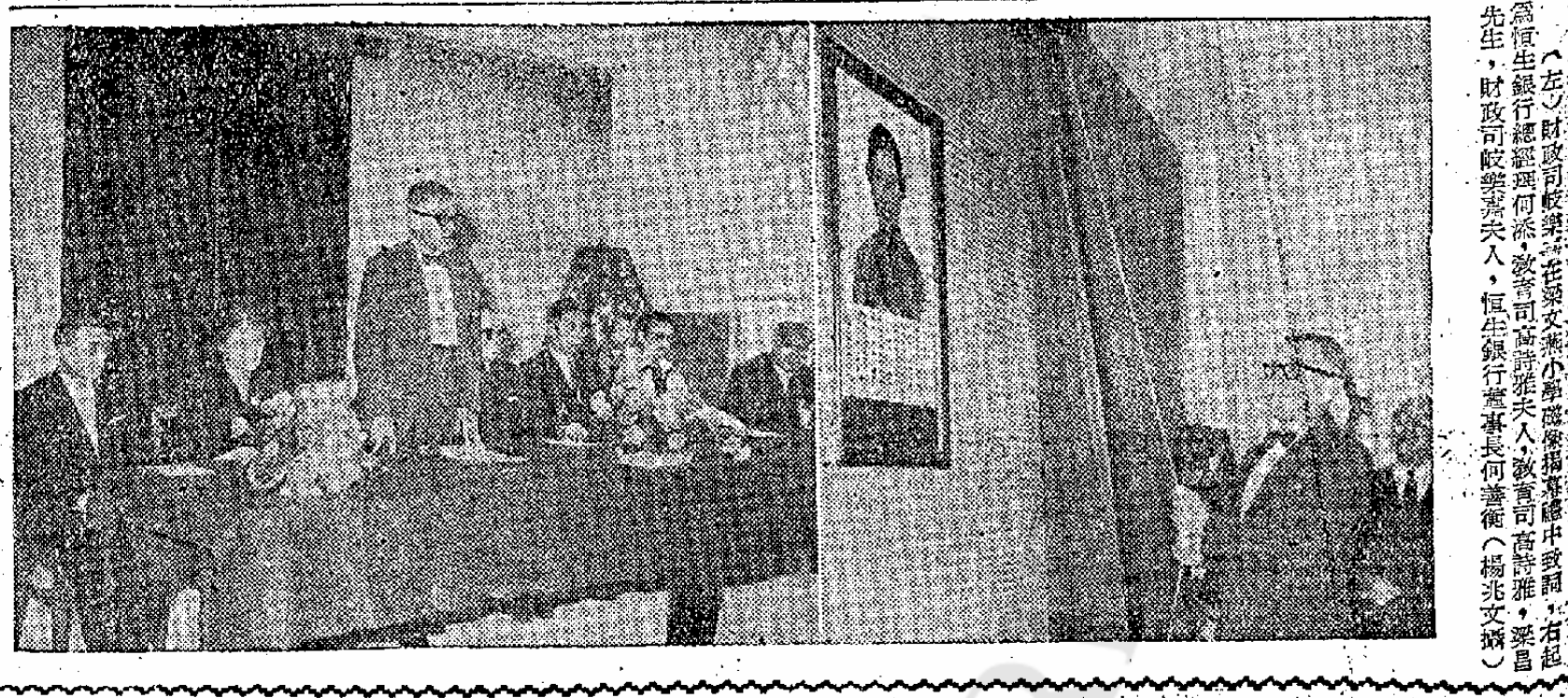
1961年學校開幕禮，財政司歧樂嘉和教育司高詩雅皆為座上客，圖右畫像為梁文燕遺像。

梁昌（CBE）是英治時期港澳傳奇富商，二戰時曾在英軍服務團從事反日情報工作。梁文燕為其賢內助，二人並合組燕昌有限公司，並育有五子二女。惜梁文燕於1960年因急病死亡。故此在1961年4月8日，梁昌捐款予港英政府創立梁文燕官立小學以紀念亡妻，選址為上環普慶坊（近卜公花園），並由梁文燕的教父、當時的財政司歧樂嘉主持學校開幕儀式。

#### 聯合書院借用校舍

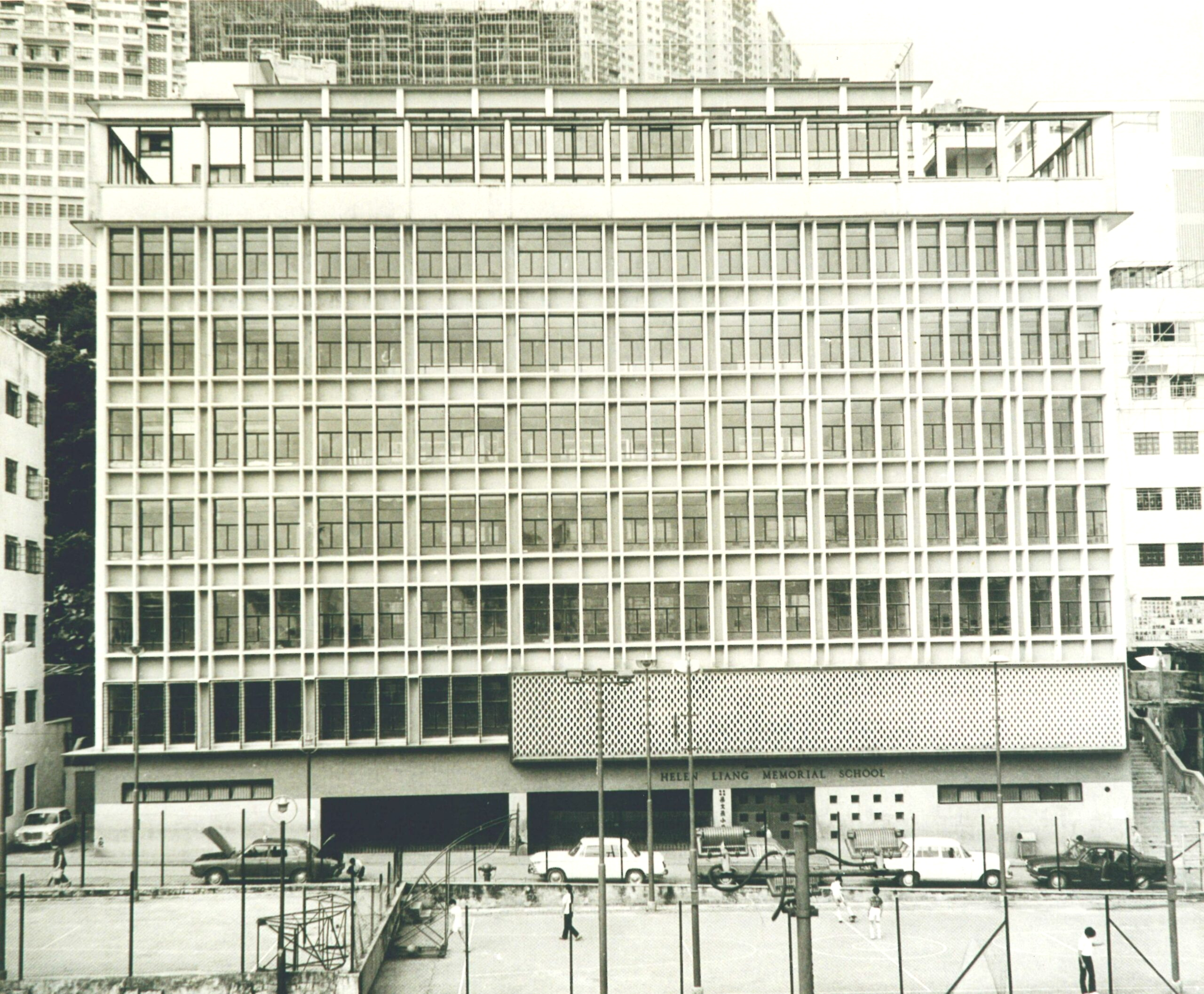
1961年的普慶坊梁文燕官立小學，亦曾被凌道揚在中文大學合併前借用為聯合書院校舍。

在香港中文大學於1963年合併前，聯合書院曾於1961年至1962年間（時任校長為凌道揚）暫借梁文燕官立小學普慶坊校舍之一半使用。

### 1970年代

#### 中學部創立
梁文燕紀念中學創立於1977年，由梁昌再次捐款成立，亦位於香港島上環普慶坊，同樣以亡妻梁文燕女士之名字名命，可是不到兩年，因與第二任妻子離婚而精神紊亂的梁昌跳樓自殺。

### 1980年代

#### 遷校至沙田
1986年，香港政府批出沙田顯田約11,000平方米地皮予梁文燕紀念中學興建新校舍，兩年後學校便由上環遷至大圍顯田街現址，正式易名為「梁文燕紀念中學（沙田）」。普慶坊40號舊址現為英皇書院同學會小學第二校，亦為1925年普慶坊護土牆倒塌意外確實位置。

#### 學生人鏈護送圖書
1988年搬校期間，為省搬遷費用，校方決定將北角校舍圖書館大部份藏書棄置，只保留少部份最高借閱量的圖書運往沙田。此舉激起學生反對，紛紛作出反映但校方保持原本決定。搬校期間，三名兼任圖書館管理員的學生將一部份被棄置的圖書收起，裝進小型貨車並在沒有通知校方的情況下從北角運往沙田。但在顯田街斜坡底部已被校方的搬遷人員截停，拒絕讓小型貨車駛進顯田街斜坡。擾攘後其他學生紛紛趕至，並組成人鏈，將圖書由顯田街底部接力，逐本圖書轉送至沙田新校舍的圖書館中，校方最終接納並收藏該批圖書。

#### 六四事件學生會發動組織遊行
1989年，中國六四事件期間，香港社會各界普遍彌漫著支持北京學生的風氣。1989年5月，梁文燕的學生會內閣發動組織各級學生參與5月27日跑馬地馬場舉行的民主歌聲獻中華，以及5月28日遮打道起步的全球華人大遊行。當時有在1988年遷校後才在沙田入讀梁文燕的新生表示從未試過到港島，更有新生表示之前從來未試過離開沙田，感覺十分新鮮。

### 1990年代

#### 梁文燕遺像掉失
1990年代初，校舍進行小型工程，期間原本懸掛於地下大堂的梁文燕遺像不幸因人員失誤而掉失，未能尋回。由於當時梁昌已逝世多年，校方與有關方面的聯繫大不如前無法取得照片，校舍大堂自此再沒有放置梁文燕遺像。

#### 領袖生編制擴充
1990年代遷校初年，梁文燕全校領袖生只有十多名領袖生，與不少香港其它官立中學相若。當時不少領袖生圈子內外的學生認為讓更多學生有資格參與領袖生活動能使學生更廣泛地發展個人的組織及執行能力，並推舉時任男總領袖生擔任學生代表與校方進行討論，雙方最終達成協議，參與領袖生之門檻下降，在新編制下領袖生人數大大擴充。在整個90年代，領袖生人數一直維持在一百五十人左右。

### 2000年代

#### 學生聯署支持被辭退職員
2005年，時任校長馬嘉隆指控一名邱姓老師涉嫌在職時向校方多申報近二萬九千元物料，並在校內製造鏡台、茶几及光碟架等多件傢俬自用，最終被校內職員及校長於學校士多房撞破揭發事件。涉案老師在沙田法院否認控罪，擅取學校木工原料並自製工具私用，木工老師否認控罪但自行辭職作結。當時部份學生及老師認為學校有關原料購買的安排及準則向來模糊，木工老師的情況並非刻意為之，而校長歷年處理部份人事糾紛早有爭議，因此有學生發動聯署支持木工老師。

### 2010年代

#### 梁文燕反修例關注組
沙田區有8間中學就立法會即將二讀《國歌條例草案》而舉行罷課發出聯署聲明，希望能夠更多學生在星期三參與。
男教師企圖跳樓
一名53歲資深男黃姓教師兼訓導主任於2013年4月22號，被校方指不依時批閱功課，以及安排測驗次數未達要求，校長向他發出警告信後一度情緒激動，大叫“有事同我上天台講”，隨後跑上四樓走廊，跨過圍欄登上天台，意圖跳樓。
警方及消防接報到場戒備時，事主不斷訴苦聲稱被校長針對。校方回應事件是“執正來做，並非針對個別老師"。被針對男子其後自行返回安全地，拒絕送院。隨後擺脫記者追訪回家休息。 警方列作企圖自殺案。
校長梁達衡表示，黃老師曾被三名學生投訴，其中兩人不滿叫花名，另一人投訴功課遲遲未獲批閱退還。 他親自跟進，發覺該老師曾不依時批閱功課，安排測驗次數也未達校方要求，要求解釋時對方迴避問題，所以決定發出警告信，要求他14日內向教育局教育秘書長解釋。

## 出版刊物
- 《青苗創作集》：每年收集校內同學文章匯編而成，以年刊方式發行，香港各中小學圖書館均可免費獲贈。

## 校友
- 杜宇航：國際武術錦標賽金牌[17]
- 魏浚笙：香港男演員、歌手
- 冼家強：[18]徐步高事件槍戰中唯一生還之警員
- 張淅蕾：香港劍擊隊成員
- 呂慧妍：香港劍擊隊成員
- 陳湛文：香港著名男演員，曾參演多齣ViuTV電視劇，例如：IT狗。他亦是電影三夫男主角，活躍於香港影壇，代表作有2022年賣座電影飯戲攻心擔任「三佬」。

## 鄰近古蹟

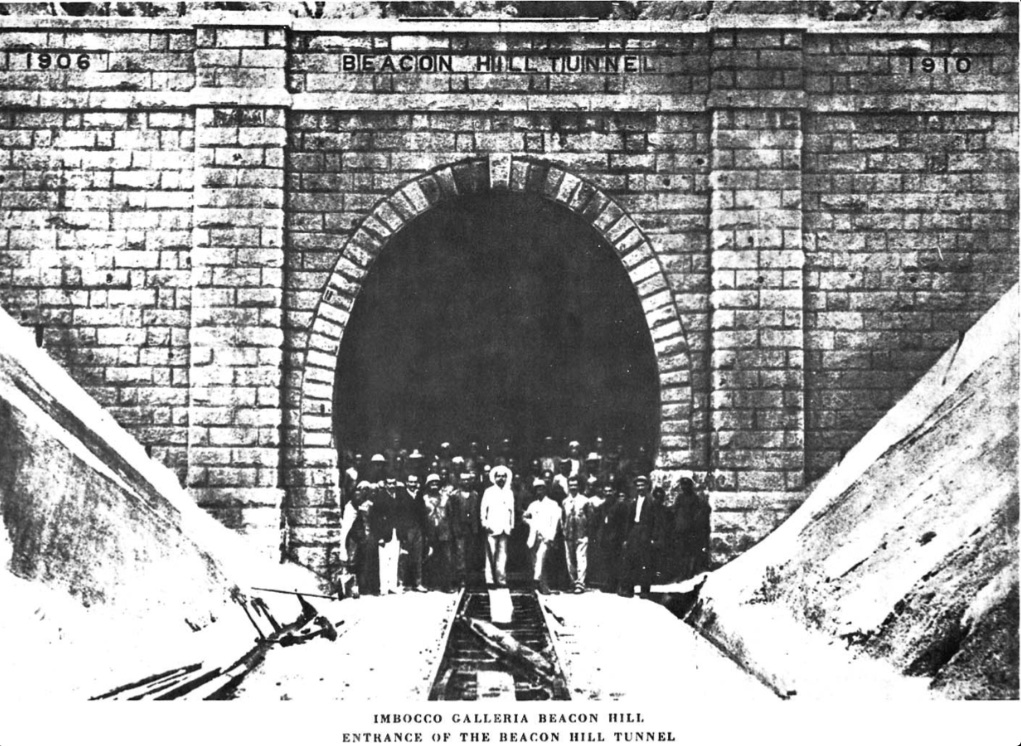
煙墩山隧道1910年完工時攝

- 煙墩山隧道：百年古隧道，又稱舊畢架山隧道，位於顯田徑口路，原為九廣鐵路英段蒸汽火車使用之單軌鐵道。由建築師Frederick Southey1906年設計，1910年通車。1981年火車電氣化後停用[19]，隧道改用作煤氣及深港天然氣輸送管道。
- 沙田濾水廠：位於顯田徑口路，1964年開始運作，為香港日產量最大的濾水廠[20]，因設施老化而於2015年開展更新工程[21]。

## 外部連結
- 梁文燕成立當天的新聞報道，華僑日報，1961年4月8日
- 男教師企圖跳樓新聞報道, 搜狐新聞， 2013年4月22號[22]